# Wlodek Rabinowicz
Wlodek Rabinowicz, polska: Włodzimierz Rabinowicz; född 14 januari, 1947 i Warszawa, är professor i praktisk filosofi vid Lunds universitet. Han har lämnat bidrag inom moralfilosofin, beslutsteori och logik. För närvarande fokuseras hans forskning på värdeteori och beslutsteori.
Rabinowicz blev filosofie kandidat i filosofi och estetik vid Uppsala universitet 1970, och filosofie doktor samt docent i praktisk filosofi i Uppsala 1979. Han fortsatte därefter att vara verksam framför allt i Uppsala tills han tillträdde en professur i Lund 1 februari 1995.
Rabinowicz är ledamot av Institut International de Philosophie, Kungliga Vetenskapssamhället i Uppsala (sedan 1989), Vetenskapssocieteten i Lund (sedan 1996), Kungliga Humanistiska Vetenskapssamfundet i Lund (1999), Kungliga Vetenskapsakademien (sedan 2004) och Kungliga Vitterhetsakademien (sedan 2006).